# Andreas Becker (Politiker)

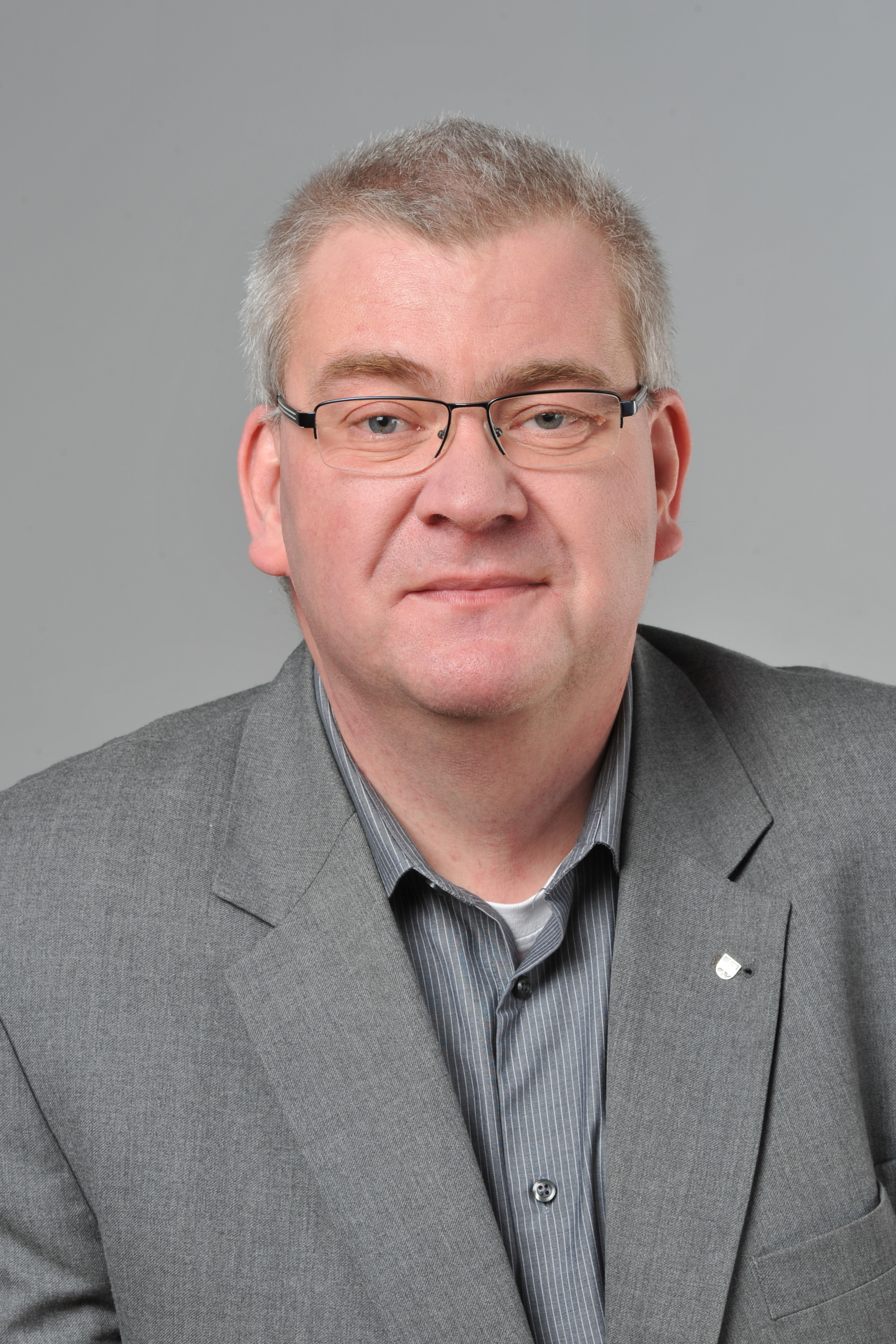
Andreas Becker (2013)

Andreas Becker (* 26. Mai 1966 in Recklinghausen) ist ein deutscher Politiker (SPD). Von 2005 bis 2022 war er Abgeordneter des Landtags Nordrhein-Westfalen.

## Ausbildung und Beruf
Andreas Becker erwarb das Abitur im Jahre 1984. Er studierte anschließend bis 1998 Pädagogik an den Universitäten Bochum und Dortmund. Becker war von 1986 bis 2005 Mitarbeiter des Jugendheimstättenwerks e. V.

## Partei und Mandat
Andreas Becker trat 1983 in die SPD ein. Von 1984 bis 1989 war er Sprecher der Jusos in Recklinghausen-Suderwich, von 1990 bis 1999 Vorsitzender des SPD-Ortsvereins Recklinghausen-Nord. Seit 2000 ist er dort als Kassierer tätig. Am 18. Juni 2005 wurde er zum stellvertretenden Vorsitzenden des SPD-Unterbezirkes Recklinghausen gewählt.
1994 wurde Becker erstmals in den Rat der Stadt Recklinghausen gewählt. Dort ist er seit 1999 stellvertretender Vorsitzender der SPD-Fraktion sowie Vorsitzender des Ausschusses für Verkehr, Feuerwehr und Tiefbau. Bei den Kommunalwahlen am 13. September kandidierte er für das Amt des Oberbürgermeister von Recklinghausen und erhielt knapp 17 % der Stimmen, das schlechteste Ergebnis, das ein SPD-Kandidat bei einer (Ober-)Bürgermeisterwahl jemals in Recklinghausen erzielt hatte.
Vom 22. Mai 2005 bis zum 1. Juni 2022 war Andreas Becker als direkt gewählter Kandidat (Recklinghausen I) Mitglied des Landtages von Nordrhein-Westfalen. Dort war er Mitglied in den Ausschüssen für Bauen, Wohnen, Stadtentwicklung und Verkehr und für Kommunalpolitik und stellvertretendes Mitglied im Hauptausschuss und im Sportausschuss. Er war außerdem als Schriftführer des Landtags tätig. Nach der Landtagswahl 2022 schied er aus dem Landtag aus.
Andreas Becker ist verheiratet und hat zwei Kinder.